# حفل توزيع جوائز الأوسكار الثاني والستون
حفل توزيع جوائز الأوسكار الثاني والستون (بالإنجليزية: 62nd Academy Awards)‏ هو حدث نظمته أكاديمية فنون وعلوم الصور المتحركة لتكريم أفضل الأفلام لسنة 1989. أقيم الحفل بتاريخ 26 مارس، 1990 في جناح دوروثي تشاندلر، لوس أنجلوس. قامت شبكة هيئة الإذاعة الأمريكية ببثّ الحفل، وقدّمه بيلي كريستال. في هذه الدورة، فاز فيلم توصيل الآنسة دايزي بجائزة أفضل فيلم، وحاز الممثّل دانيال دي لويس على جائزة أفضل ممثّل، ونالت الممثلة جيسيكا تاندي جائزة أفضل ممثّلةٍ، وكانت جائزة الأوسكار لأفضل مخرج من نصيب المخرج أوليفر ستون.
أكثر الأفلام ترشيحاً للحصول على جوائز كان فيلم توصيل الآنسة دايزي حيث تلقّى 9 ترشيحات، وكان كذلك أكثرها فوزاً حيث فاز بـ 4 جوائز.

## الجوائز
- جائزة أفضل فيلم:

توصيل الآنسة دايزي
- جائزة أفضل مخرج:

أوليفر ستون
- جائزة أفضل ممثّل:

دانيال دي لويس
- جائزة أفضل ممثّلة:

جيسيكا تاندي
- جائزة أفضل ممثّل مساعد:

دنزل واشنطن
- جائزة أفضل ممثّلة مساعدة:

برندا فريكر
- جائزة أفضل سيناريو مقتبس:

توصيل الآنسة دايزي
- جائزة أفضل موسيقى تصويريّة:

حورية البحر
- جائزة أفضل تأثيرات بصريّة:

الهاوية
- جائزة أفضل خلط أصوات:

المجد

## وصلات خارجية
- حفل توزيع جوائز الأوسكار الثاني والستون على موقع IMDb (الإنجليزية)
- حفل توزيع جوائز الأوسكار الثاني والستون على موقع ميوزك برينز (الإنجليزية)
- الموقع الرسمي لجوائز الأكاديمية.
- الموقع الرسمي لأكاديمية فنون وعلوم الصور المتحركة.
- قناة جوائز الأوسكار على موقع يوتيوب (تُديره أكاديمية فنون وعلوم الصور المتحركة).
- مقتطفات فيديو من أكاديمية فنون وعلوم الصور المتحركة.